# Château de Garidel
 (octobre 2023).
Si vous disposez d'ouvrages ou d'articles de référence ou si vous connaissez des sites web de qualité traitant du thème abordé ici, merci de compléter l'article en donnant les références utiles à sa vérifiabilité et en les liant à la section « Notes et références ».
 (juillet 2025).
Le château de Garidel est un édifice datant du XVIIIe siècle, remanié au début du XXe siècle et qui est situé à Coudoux, en France. Il est toujours en possession de la famille de Garidel.

## Localisation
Le château est situé sur le territoire de la commune de Coudoux, dans le département des Bouches-du-Rhône, dans la région Provence-Alpes-Côte d'Azur. 

## Description
Le château fut remanié entre 1909 et 1911, juste après le violent séisme de 1909 qui toucha le sud de la France, par l’un des architectes de l’escalier monumental de la gare Saint Charles à Marseille. Le château est construit en pierres du pont du Gard, soit un calcaire coquillier qui lui donne une teinte jaune paille. Orienté au midi, il s’ouvre sur une cour agréable, « antichambre » d'un parc «majestueux» et imposant de platanes multi-centenaires qui resplendit à l’est. Le château comprend notamment trois grandes pièces au rez-de-chaussée dont deux salons, témoins de nombreuses réceptions, fêtes et bals costumés du passé.

## Visite
Depuis de nombreuses années, le château de Garidel est le lieu de réception des Estivales de Coudoux qui a lieu lors du premier week-end du mois de juillet et qui rassemble près de 2000 spectateurs. Blues, jazz, swing, rock, chansons françaises et musiques classiques sont à l’affiche. Ce week-end musical est traditionnellement clôturé par l'orchestre philharmonique du pays d'Aix,.